# Dorotea (helgon)
Dorotea (grekiska Δωροθέα, ’Gudsgåva’), född omkring 290 i Caesarea i Kappadokien (Mindre Asien), död 6 februari 305 i Caesarea, var en kristen jungfru som led martyrdöden genom halshuggning. Dorotea vördas som helgon inom Romersk-katolska kyrkan. Hennes minnesdag firas den 6 februari. Sankta Dorotea tillhör de fyra Virgines capitales och de fjorton nödhjälparna. 

## Biografi
När man skulle avrätta Dorotea, sade den kejserlige ämbetsmannen Theophilus hånfullt till henne, att hon skulle sända honom en korg med frukter och rosor från sitt himmelska paradis hon så ofta talat om. Just som Dorotea böjde knä för att ta emot det dödande svärdshugget, uppenbarade sig enligt legenden en gosse – Jesusbarnet – i purpurfärgad mantel och med stjärnor i håret, bärande en korg med rosor och äpplen, trots att det var mitt i vintern. Dorotea bad gossen att ge korgen åt Theophilus, som då lät omvända sig till kristendomen och tog emot dopet. Kort därefter led han själv martyrdöden.
Sankta Dorotea framställs i den kristna konsten som en ung kvinna med en krona eller krans av rosor på huvudet. Som attribut har hon ett svärd (martyrredskapet), en korg med rosor och äpplen samt en rosenkvist. Ibland förekommer även Jesusbarnet i den doroteanska ikonografin. Dorotea är skyddshelgon för trädgårdsmästare och blomsterodlare.
Sankta Doroteas reliker vördas i kyrkan Santa Dorotea i norra Trastevere i Rom.

### Webbkällor
- ”St. Dorothea”. Catholic Encyclopedia. New Advent. http://www.newadvent.org/cathen/05135d.htm. Läst 6 februari 2018.
- ”Santa Dorotea e Teofilo, martire di Cesarea di Cappadocia”. Santi e Beati. http://www.santiebeati.it/dettaglio/91369. Läst 6 februari 2018.